# Efraín Antonio Ríos García
Efraín Antonio Ríos García (ur. 4 kwietnia 1910 w Fredonii zm. 11 stycznia 2024 w Itagüí) - Kolumbijski superstulatek. W chwili śmierci był najstarszą żyjącą osobą w Kolumbii o zweryfikowanej dacie urodzenia.

## Życiorys
Rios Garcia urodził się 4 kwietnia 1910 nieopodal miasta Fredonia w departamencie Antioquia. W 1935 ożenił się z Herminią Uribe, będąc parą już od kilku lat. Miał 18 dzieci. Hermina zmarła w wieku 100 lat w 2015 po 82 latach małżeństwa.
Brat Efraína, Francisco Luis zmarł w 2011 w wieku 106 lat.
4 kwietnia 2020 García ukończył 110 lat i został trzecim mężczyzną z Kolumbii który został superstulatkiem (inni to: Daniel Guzman García (1897-2008) i Eusebio Quintero López (1910-2023).
16 lipca 2023 po śmierci wyżej wspomnianego rodaka, Efraín Antonio Ríos García został najstarszym żyjącym kolumbijczykiem, natomiast 16 sierpnia 2023 w wieku 113 lat i 133 dni ustanowił nowy rekord długowieczności mężczyzn w Kolumbii, wyprzedzając wiekiem zmarłego miesiąc wcześniej Eusebio Quintero Lópeza.
García w chwili śmierci był drugim najstarszym zweryfikowanym mężczyzną po Wenezuelczyku Juanie Vicente Pérez Mora.